# Whig Party (Verenigde Staten)
De United States Whig Party was een Amerikaanse politieke partij. De partij werd opgericht in de winter van 1833-1834 en hield op te bestaan bij het uitbreken van de Amerikaanse Burgeroorlog in 1861.

## Ontstaan
De Whig Party werd opgericht in de winter van 1833-1834 te Washington. Het ontstaan van de partij vond plaats in een informeel kader tijdens diners georganiseerd door Nationaal Republikeinse politici zoals Henry Clay en John Quincy Adams. De partij werd gebaseerd op het model van de Britse Whig Partij en had als voornaamste doelstelling oppositie te bieden tegen het beleid van president Andrew Jackson. De partij trok ook vele leden aan die voornamelijk begaan waren met de belangen van de Noordelijke Staten.
In 1836 nam de Whig Party voor het eerst deel aan de presidentsverkiezingen. Omdat ze echter nog onvoldoende georganiseerd was, werd er niet één kandidaat naar voren geschoven maar drie. William Henry Harrison was kandidaat in de noordelijke staten, Hugh Lawson White voerde campagne in het Zuiden en Daniel Webster kwam op in zijn thuisstaat Massachusetts. De hoop was dat deze drie kandidaten voldoende stemmen zouden verzamelen om Martin Van Buren de meerderheid te ontzeggen en zodanig de uiteindelijke presidentskeuze aan het Huis van Afgevaardigden te laten toekomen. Deze zou dan een van de drie Whig kandidaten benoemen als president. Dit plan mislukte, maar de drie slaagden er wel in om Martin Van Buren vele stemmen te ontzeggen.

## Bloeiperiode

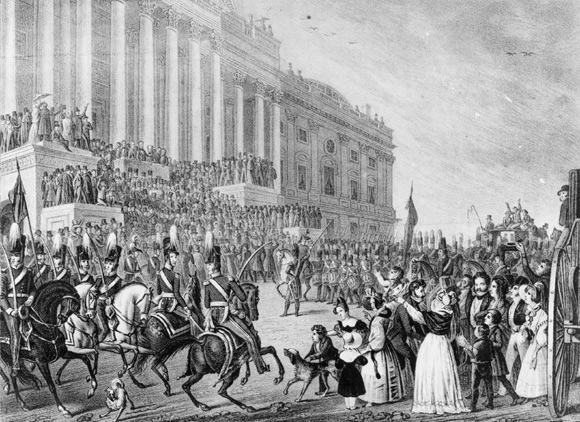
Inauguratie van Harrison

In de jaren na 1836 werkte de partij aan het uitbouwen van een solide organisatie en in 1839 hielden ze hun eerste partijcongres. William Henry Harrison werd er genomineerd als presidentskandidaat. Bij de verkiezingen van 1840 werd hij verkozen als president.
Harrison stierf echter al 30 dagen na zijn inauguratie als gevolg van een longontsteking die hij had opgelopen bij zijn inaugratie en werd opgevolgd door zijn vicepresident, John Tyler. Tyler werd echter in 1841 uit de partij gezet nadat hij zijn presidentiële veto uitgesproken had tegen verschillende wetgevende initiatieven van zijn eigen partijgenoten.
Door deze interne verdeeldheid kreeg de Whig Party zware klappen in de Congresverkiezingen van 1842. De partij verloor zelfs haar meerderheid in het Huis van Afgevaardigden.

## Verdeeldheid

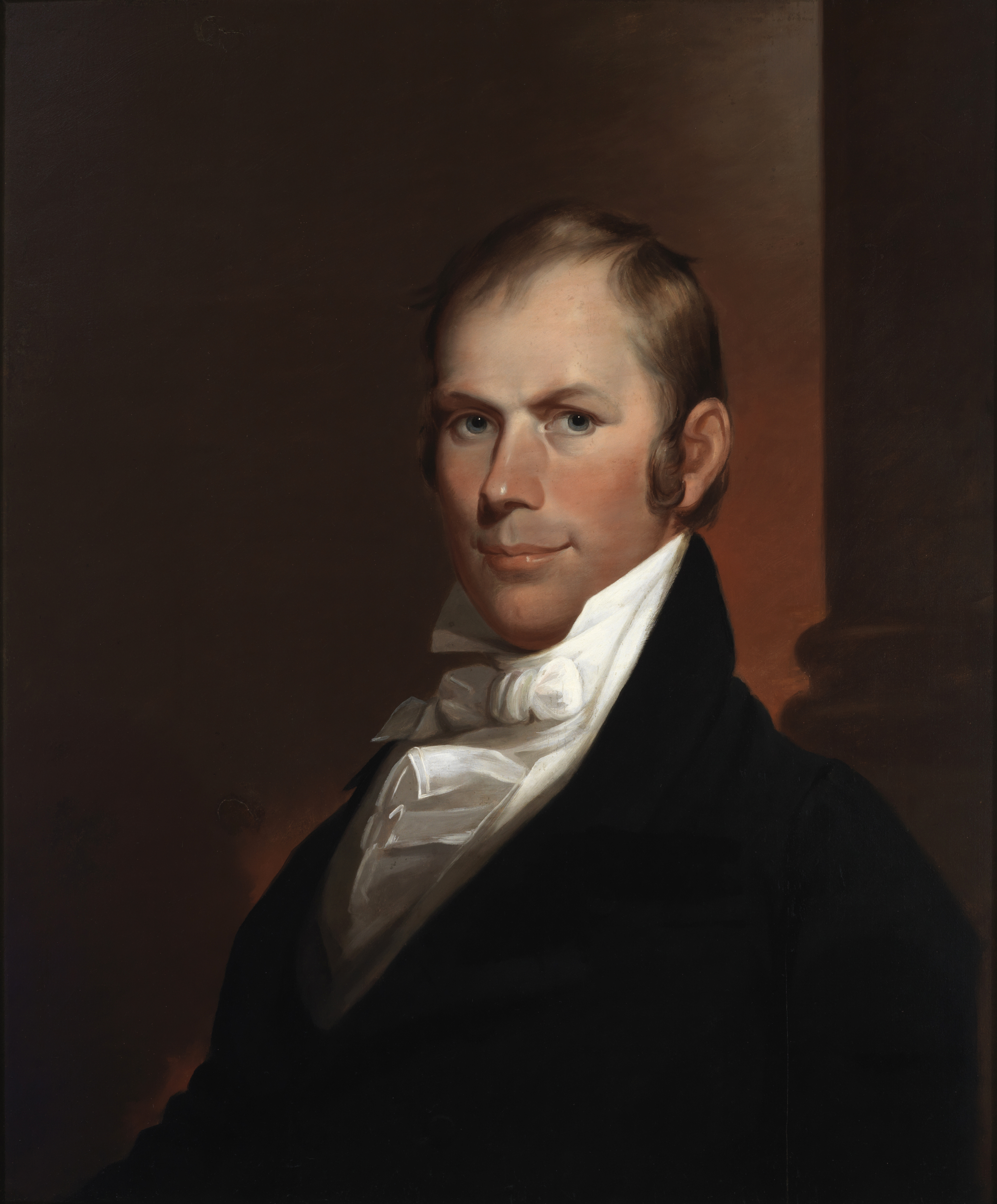
Henry Clay

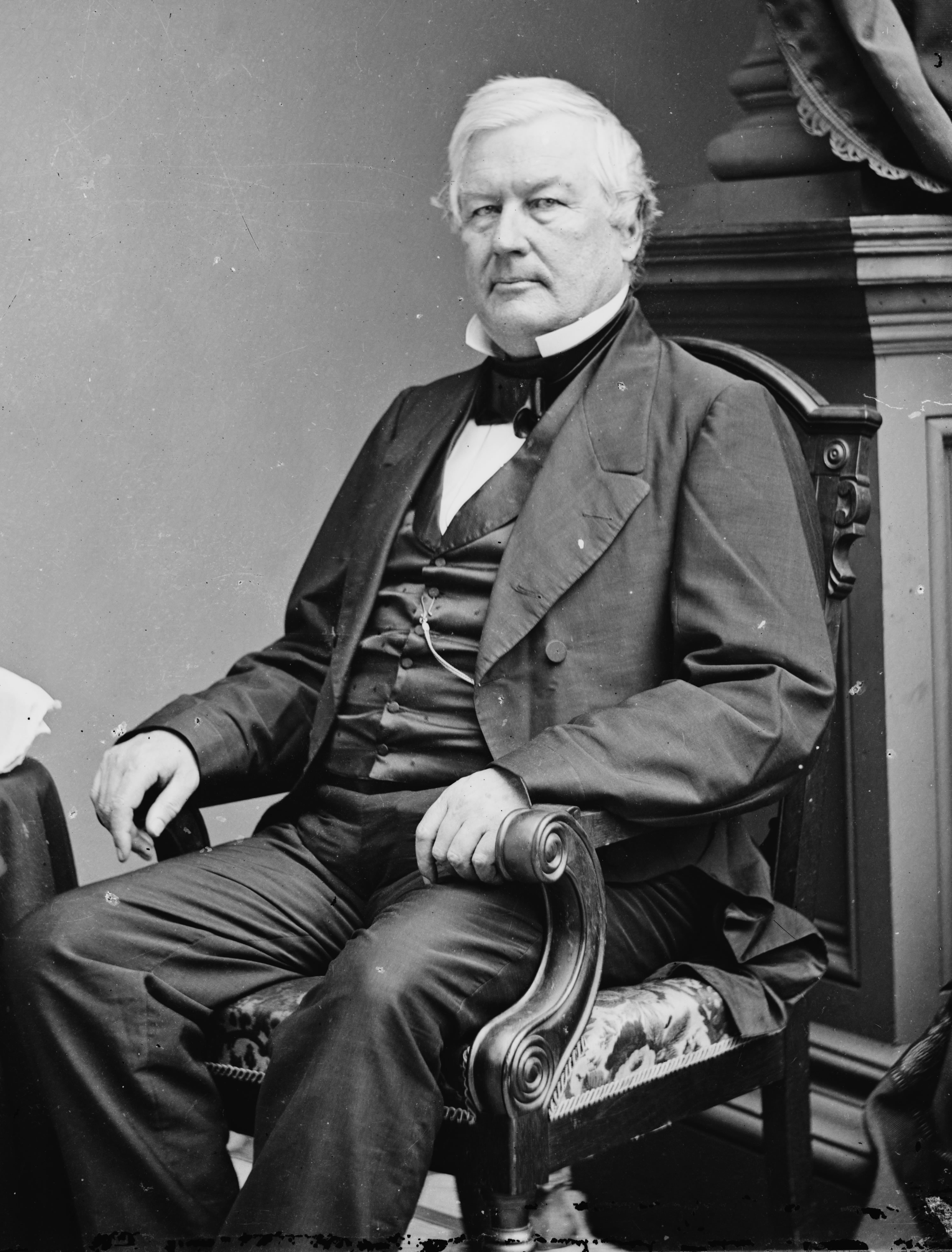
Millard Fillmore

In 1844 nomineerden de Whigs Henry Clay als presidentskandidaat. Deze verloor nipt de verkiezingen van de Democraat James Knox Polk. Deze voerde een beleid gericht op territoriale uitbreiding en begon in 1846 een oorlog met Mexico. De Whigs voerden zware oppositie tegen deze oorlog die zij beschouwden als een ongerechtvaardigde manier om grond te veroveren. Er trad echter al snel weer verdeeldheid op in de partij toen in datzelfde jaar een wetsvoorstel werd ingediend om in de op Mexico veroverde territoria de slavernij te verbieden.
Voor de presidentsverkiezingen van 1848 werd Zachary Taylor genomineerd door de Whigs. Taylor was een oorlogsheld uit de Mexicaanse oorlog en dus heel populair. Hij werd verkozen, maar stierf 16 maanden na zijn aantreden als president. Hij werd opgevolgd door Millard Fillmore. Fillmore werd de laatste Whig-president.

## Ondergang
Na 1850 kon de partij de interne verdeeldheid over de slavernij niet langer in bedwang houden. Haar zuidelijke leiders waren bijna allemaal slaveneigenaren, maar haar noordelijke leden waren gekant tegen de slavernij. Zij vonden dat vanuit de optiek van een vrije markt ook de arbeid vrij moest zijn. Een compromis tussen deze standpunten werd niet gevonden.
Een andere factor die bijdroeg aan het uiteenvallen van de partij was het feit dat de Verenigde Staten vanaf 1850 een economische heropleving meemaakte. Dit zorgde ervoor dat een carrière als jurist of zakenman voor jonge Whig-leden interessanter was dan een politieke loopbaan.
De Whigs in het noorden liepen over naar de Republikeinse Partij en in het zuiden richtte men de "American Party" op. Deze laatste was slechts een kort leven beschoren.
De presidentsverkiezingen van 1852 werden gewonnen door de Democraat Franklin Pierce die zonder moeite de Whig kandidaat Winfield Scott ver achter zich liet. Na deze nederlaag belandde de partij in de politieke marginaliteit. In 1860 hergroepeerden een paar leden zich als de "Constitutional Union Party" en nomineerden John Bell als presidentskandidaat. Deze werd derde in de race voor het ambt. De verkiezingen van 1860 werden gewonnen door de republikein Abraham Lincoln en vormden het begin van de Amerikaanse Burgeroorlog.

## Whigpresidenten
1. William Henry Harrison (1841)
2. John Tyler (opmerking) (1841-1845)
3. Zachary Taylor (1849-1850)
4. Millard Fillmore (1850-1853)

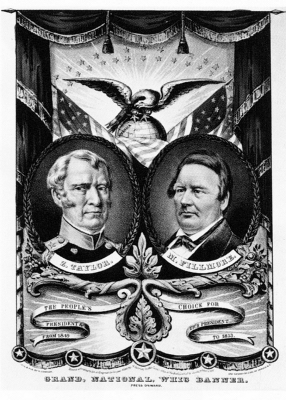
Banner van de Whig Party tijdens de Amerikaanse presidentsverkiezingen van 1848 met Zachary Taylor en Millard Fillmore.

Opmerking: Hoewel Tyler verkozen werd als Whig keerde hij zich al snel tegen zijn eigen partij en werd hij er in 1841 uitgezet. John Quincy Adams werd tot president verkozen als Democratisch-Republikein maar werd nadien lid van de Whigs toen hij na zijn presidentschap verkozen werd in het Huis van Afgevaardigden.